# Demansia psammophis
Espèce
Synonymes
- Elaps psammophis Schlegel, 1837
- Pseudelaps psammophidius Duméril, Bibron & Duméril, 1854
- Demansia reticulata cupreiceps Storr, 1978

Statut de conservation UICN

 LC  : Préoccupation mineure
Demansia psammophis est une espèce de serpents de la famille des Elapidae.

## Répartition
Cette espèce est endémique d'Australie.

## Description

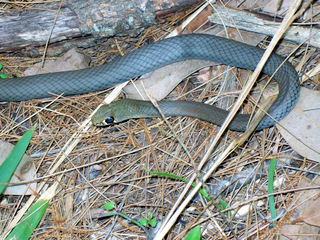
Demansia psammophis

Ce serpent ovipare mesure jusqu'à 1,2 m.

## Liste des sous-espèces
Selon The Reptile Database (14 février 2014) :
- Demansia psammophis cupreiceps Storr, 1978
- Demansia psammophis psammophis (Schlegel, 1837)

## Taxinomie
La sous-espèce Demansia psammophis reticulata a été élevée au rang d'espèce.

## Publications originales
- Schlegel, 1837 : Essai sur la physionomie des serpens, La Haye, J. Kips, J. HZ. et W. P. van Stockum, vol. 1 (texte intégral) et vol. 2 (texte intégral).
- Storr, 1978 : Whip snakes (Demansia, Elapidae) of Western Australia. Records of the Western Australian Museum, vol. 6, no 3, p. 287-301 (texte intégral).